# リビア・イスラム戦闘団
リビア・イスラム戦闘団 (アラビア語:الجماعة الإسلامية المقاتلة الليبية 英語:Libyan Islamic Fighting Group) は、2011年のリビア内戦後トリポリやベンガジを拠点として活動しているテロ組織である。

## 主な活動

### カダフィー政権
カダフィー政権の圧政や独裁を非難して、イスラム法に基づく政権の確立を目指していた。

### テロ行為
リビア・イスラム戦闘団は、カダフィー政権の要人や施設を標的にしたテロ攻撃を数多く行いました。例えば、1990年代にリビアの首都
トリポリで発生した爆弾テロは、彼らの犯行とされています。

## 対立・友好組織

### 対立組織[5]
・リビア政府軍
・リビア国民軍

### 友好組織[6]
・アルカイーダ
・イスラム国(ISIS)